# 오마르 이븐 아비 라비아
오마르 이븐 아비 라비아(Umar Ibn Abi Rabi'ah, 644년 11월 메카 ~ 712/719년 메카)는 아라비아 우마이아조(朝) 시대의 시인이다.
메카 출생이며, 크라이슈족 사람이다. 대정복의 결과 호사와 향락의 기풍이 일어난 아라비아 도시의 부유한 주민의 한 사람으로서 쉽고 명백하면서도 세련된 언어를 가지고 여성의 아름다움과 연애의 기쁨을 노래하였다. 그와 때를 같이 하여 재위(在位)한 칼리프 알 와리드(재위 705-715)도 일대의 풍운아로 술과 미녀의 사이에서 보낸 젊은 날의 환락을 노래했고, 당시의 일부에서는 그로 인해 목숨을 잃을 만큼 환락의 기풍이 조성되어 있었다. 오마르의 시는 그러한 시대가 남긴 절묘한 예술이며 아라비아 문학 가운데서도 근래에 이르러 더욱 더 평가를 받게 되었다.